# Ел Теколоте (Санта Марија Ипалапа)
Ел Теколоте (шп. El Tecolote) насеље је у Мексику у савезној држави Оахака у општини Санта Марија Ипалапа. Насеље се налази на надморској висини од 420 м.

## Становништво
Према подацима из 2005. године у насељу су живела 2 становника.

### Хронологија
| Година       | 2000      | 2005 |
| ------------ | --------- | ---- |
| Становништво | 8 (4 / 4) | 2    |

### Попис
| # | Индикатор                        | Вредност |
| - | -------------------------------- | -------- |
| 1 | Укупно појединачних домаћинстава | 1        |